# Religionsfrihet

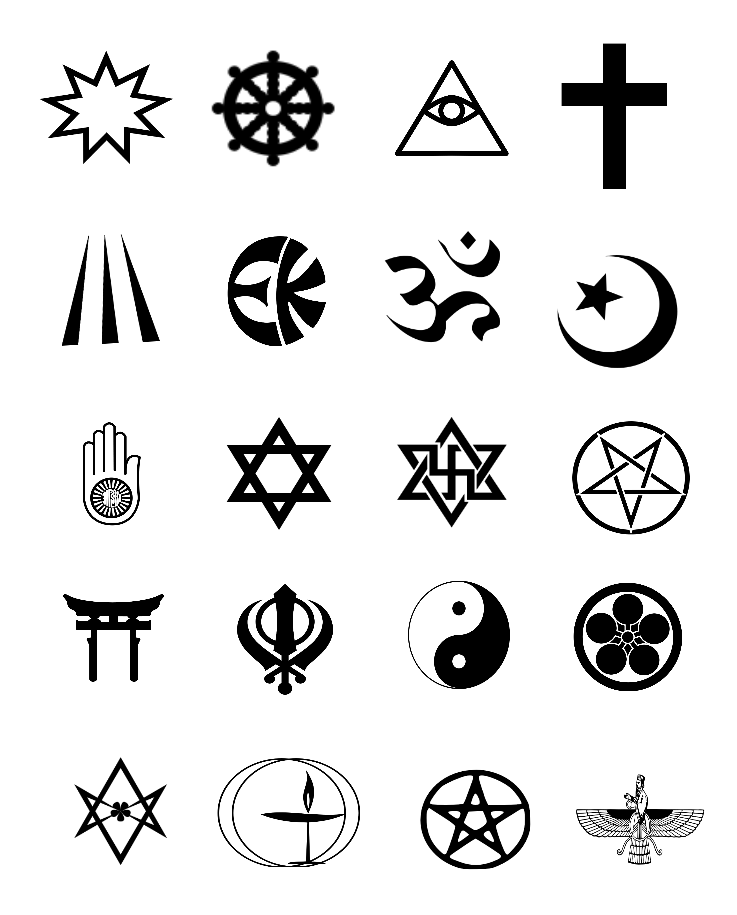
Ett urval religiösa symboler

Religions- och trosfrihet är en rätt för medborgare att fritt bestämma över sin religiösa eller annan övertygelse och över hur övertygelsen ska utövas, inklusive rätten att inte ha några övertygelser och att stå utanför religiösa samfund. Religions- och trosfriheten omfattar även en ateistisk övertygelse. Religionsfriheten kan ses både som en universell rättighet, och som en angelägenhet mellan staten och den enskilde. Det senare synsättet innebär att staten inte har rätt att med lagstiftning eller med ingripanden, inskränka den enskildes rätt till religionsfrihet, med vissa förbehåll. Det förra synsättet innebär att det även är en angelägenhet mellan individer.
Religionsfriheten räknas som en av de mänskliga rättigheterna, och finns uttryckt i till exempel Europakonventionen (inkorporerad i svensk författningssamling som SFS 1994:1219), artikel 9
Envar skall äga rätt till tankefrihet, samvetsfrihet och religionsfrihet. Denna rätt innefattar frihet att byta religion eller tro och frihet att ensam eller i gemenskap med andra, offentligt eller enskilt, utöva sin religion eller tro genom gudstjänst, undervisning, andaktsövningar och iakttagande av religiösa sedvänjor.
Envars frihet att utöva sin religion eller tro må endast underkastas sådana inskränkningar, som äro angivna i lag och som äro nödvändiga i ett demokratiskt samhälle med hänsyn till den allmänna säkerheten, upprätthållandet av allmän ordning, skyddandet av hälsa eller moral eller av andra personers fri- och rättigheter.
Jämförbara rättigheter är yttrandefrihet och mötesfrihet.

## Omfattning
Religionsfriheten omfattar människor som tror på alla slags religioner. Den omfattar även icke-religiösa övertygelser, vilket exempelvis kan vara pacifism eller ateism, men även en rad andra trosuppfattningar.
Religionsfriheten innebär rätten att ha, välja, byta och lämna en religion. Den innebär också att alla ska ha rätt att utöva sin religion och att ingen ska bli diskriminerad på grund av religion. Varje individ har dessutom en rätt att inte behöva berätta vilken religion man har. Enligt FN:s konvention om medborgerliga och politiska rättigheter, artikel 18.4, ska staterna respektera föräldrars rätt att uppfostra sina barn i enlighet med sin religion eller trosuppfattning.
En vanlig missuppfattning är att religionsfrihet skyddar enbart religiösa övertygelser/handlingar. Religions- och trosfriheten skyddar människor som har och utövar olika former av trosuppfattningar. Rätten att inte ha en uppfattning om trosfrågor skyddas också. Enligt Europadomstolen betyder begreppet tro (belief),”views that attain a certain level of cogency, seriousness, cohesion and importance” eller ”a coherent view on fundamental problems”. 
Traditionella, icke-traditionella och nya religiösa trosuppfattningar skyddas liksom icke-religiösa livsåskådningar såsom ateism, agnosticism, humanism och pacifism. Exempel på trosuppfattningar som har nekats skydd av Europadomstolen är däremot en stark personlig motivering att sprida aska efter kremering hemma och en tro på aktiv dödshjälp.
(Citat från Europadomstolen: Campbell and Cosans v. United Kingdom (Ser A.) No 48 1982 ECHR, paragraf 36; samt X. v Tyskland App. no. 8741/79 (1981) 24 D& R 137)

## Religions- och trosfrihetens olika dimensioner
Religionsfrihet har flera olika dimensioner som beskrivs i olika internationella överenskommelser och skyddas av olika konventioner. Två genomgående aspekter av religionsfrihet som kan kopplas till olika fri- och rättigheter är: forum internum och forum externum. Forum internum avser rätten att tänka tankar eller ha övertygelser i sitt eget sinne och ges ett ovillkorligt skydd mot tvång i artikel 18(2) av den Internationella konventionen om medborgerliga och politiska rättigheter (IKMPR).  Med forum externum menas de yttre uttrycken för religion, något som i vissa fall kan begränsas enligt artikel 18(3) av IKMPR.
Staten har ett ansvar att respektera, skydda och främja följande sju dimensioner av religionsfrihet:
1. Frihet att anta, byta och lämna sin religion eller övertygelse.
Friheten att välja religion och lämna en religion har historiskt varit en kontroversiell frihet, särskilt i stater som hävdat ett religiöst mandat för sin regim. Snarare än att anta att människor värdesätter vissa trosuppfattningar eller religioner, så bygger den här friheten på att människor själva ska ha möjlighet att söka sin tro och ändra sig. Möjligheten att anta, byta eller lämna en religion eller övertygelse kan sägas utgöra fundamentet för andra mer utåtriktade aspekter av religionsfrihet. Utan friheten att hålla eller ändra uppfattning i trosfrågor är det svårt eller omöjligt att utöva andra närliggande fri- och rättigheter.
Friheten att byta eller lämna religion har hotats från olika håll internationellt. Flera stater förbjuder människor från att tillhöra, byta eller lämna vissa religioner och i många länder förekommer hot och våld mot människor som gör det. Hinder för att byta religion kan återfinnas i familjerättsliga lagar, administrativa processer och handlingar kopplat till byte av religion kan i vissa fall vara kriminaliserade. Det kan även finnas ett socialt tryck på konvertiter eller deras barn.
2. Frihet att utöva en religion eller övertygelse
Alla har frihet att ensam eller i gemenskap med andra, offentligt eller enskilt, utöva sin religion eller trosuppfattning. Rätten att utöva får under vissa omständigheter begränsas. Rätten att utöva är mångfacetterad och inkluderar rättigheter för både individer och kollektiv som tillsammans utövar sin religion eller tro.
Enligt forskning från Pew Forum bor 70% av världens befolkning i länder där staten eller grupper i samhället kraftigt begränsar medborgarnas religionsfrihet.
Följande rättigheter lyfts fram internationellt:
-	att fira gudstjänst eller samlas i anslutning till en religion eller övertygelse och att bygga, etablera och underhålla lokaler för det ändamålet
-	att etablera religiösa och humanitära institutioner samt välgörenhetsinstitutioner
-	att tillverka, införskaffa och använda föremål och material som är nödvändiga för ritualer och sedvänjor, inklusive att följa en viss diet
-	att skriva, ge ut och sprida relevanta publikationer,
-	att lära ut en religion/livsåskådning i lokaler lämpliga för ändamålet samt att etablera teologiska seminarier eller 
skolor
-	att söka och ta emot frivilliga finansiella och andra bidrag
-	att utbilda, utnämna, rösta fram eller genom successionsordning välja lämpliga ledare, präster och lärare,
-	att observera och fira religiösa högtider och vilodagar,
-	att kommunicera med individer och samfund i religiösa frågor på nationell och internationell nivå,
-	att uppvisa religiösa symboler inklusive att bära religiös klädsel.
Dessa rättigheter nämns i följande texter: UN Declaration on the elimination of all forms of intolerance and discrimination based on religion or belief, Article 6 (1981 Deklarationen), samt UN Human Rights Committee General Comment 22 samt OSSE Vienna Declaration 1989 par 16
3.	Frihet från tvång
Enligt ICCPR Article 18 (2) och UN Human Rights Committee, General Comment 22 (5)innebär religions- och trosfrihet att alla har rätt till frihet från tvång som förhindrar deras möjlighet att ha eller anta eller lämna en religion eller övertygelse. Hot, våld, diskriminering och straffrättsliga åtgärder förbjuds. Frihet från tvång gäller även individens frihet att välja hur den egna trosutövningen ska utformas, och att inte tvingas delta i annan trosutövning.
4.	Frihet från diskriminering 
Diskriminering på grund av tro eller övertygelse är förbjuden. Förbudet gäller diskriminering mot både teistiska och ateistiska trosuppfattningar samt icke-traditionella, minoritetsreligioner och nya religioner eller trosuppfattningar. Staten måste genomföra effektiva åtgärder för att förhindra och eliminera sådan diskriminering i samhället. Detta enligt ICCPR Article 2, 5, 26 och 27; 1981 Declaration of the General Assembly Article 2,3 och 4; UN Human Rights Committee, General Comment No.22 (2)
Internationellt är diskriminering på grund av religion eller övertygelse omfattande med allvarliga konsekvenser för människors tillgång till hälsovård, utbildning och arbete och för våld i samhället.
5.	Föräldrarnas rätt, barnens rätt
Enligt Barnkonventionen, Artikel 14 (2), har föräldrar rätt att ge sina barn religiös och moralisk uppfostran i enlighet med föräldrarnas trosuppfattning. Detta ska göras på ett sätt som är förenligt med barnets växande kapacitet att själv ta ställning. Samtidigt som Barnkonventionen, Artikel 14 (1), anger att Konventionsstaterna skall respektera barnets rätt till tankefrihet, samvetsfrihet och religionsfrihet.
Enligt 1981 Declaration of the United Nations General Assembly Article 5 har föräldrarna rätt att styra livet i familjen enligt sin religion, vidare har varje barn rätt att ha tillgång till undervisning i religions- och övertygelsefrågor i enlighet med vårdnadshavarens önskemål och ska inte tvingas delta i undervisning om religion eller övertygelse mot vårdnadshavarens önskemål, med barnets bästa som underliggande princip. Utövandet av en religion eller övertygelse får inte skada barnets fysiska eller mentala hälsa eller utveckling. Åldersgränsen för Barnkonventionen är 18 år.
Denna frihet för föräldrarna att välja religiös fostran åt sina barn, har en problematisk relation till barnens egen rätt till religionsfrihet och frihet från religiöst tvång. Många teokratiska länder har ett straffbelagt förbud mot att avfalla från religionen, vilket gäller även barn som tvingats in i religionen, något som dock inte stöds av FN:s mänskliga rättigheter.
Internationellt tvingas miljontals barn från religiösa minoriteter delta i konfessionell religionsundervisning om majoritetstron, vilket bryter mot föräldrarnas rätt enligt Barnkonventionen.
6.	Rätten att vägra 
Enligt FN:s råd för mänskliga rättigheter ingår rätten att vapenvägra i religions-, övertygelse- och samvetsfriheten. Internationellt fängslas vapenvägrare fortfarande av flera stater och Europadomstolens hållning i frågan är oklar. Andra former av rätten till att vägra erkänns av många stater. Frågan är omdebatterat på EU nivå i relation till hälsovårdsfrågor (till exempel abort, preventivmedel och livets slutskede/aktiv dödshjälp) och till samkönat äktenskap. Förutom vapenvägran är detta ett relativt nytt område och det är svårt att veta hur Europadomstolen kommer att ställa sig till gränsdragningar i framtiden.
7.	Arbetstagare och arbetsgivare 
Arbetsgivare bör visa en rimlig flexibilitet i relation till arbetstagares trosuppfattningar och behov av att kunna utöva sin tro på arbetsplatsen. Vad som anses rimligt varierar kraftigt mellan olika typer av arbetsgivare, arbetsplatser och tjänster och i relation till olika former av trosutövning. Arbetstagarens frihet att lämna sin anställning vägs också in.

## Religionsfrihet internationellt

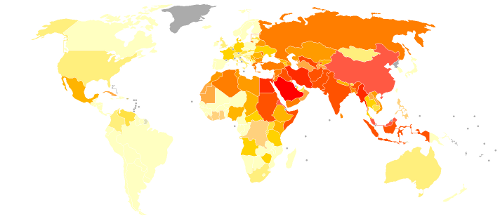
Religionsfrihet i olika länder.. Ju rödare desto mer begränsad religionsfrihet.

Enligt forskning från oberoende forskningsinstitutet The Pew Forum bor 70% av världens befolkning i länder där staten eller andra aktörer i samhället kraftigt eller mycket kraftigt begränsar medborgarnas religionsfrihet. Länderna med sämst religionsfrihet är enligt Pew Forums forskning: Statliga begränsningar: Saudiarabien, Iran, Uzbekistan, Kina, Egypten, Myanmar, Maldiverna, Eritrea, Malaysia, Brunei.
Andra aktörer begränsar religionsfriheten: Irak, Indien, Pakistan, Afghanistan, Indonesien, Bangladesh, Somalia, Israel, Sri Lanka, Sudan, Saudiarabien.
Nordkorea ingick inte i studien på grund av brist på tillförlitligt information, dock anses landet har en mycket svår situation när det gäller statliga begränsningar i religionsfriheten.
Ett land som tidigt däremot skrev in långtgående religionsfrihet i grundlagen är USA som sedan 1791 har i grundlagens första tillägg: "Kongressen ska inte stifta en lag som fastställer religion eller förhindrar det fria utövandet därav".
Tyskland har en lagstiftad åldersgräns på 14 år, vid vilken tid man har full egen religionsfrihet oberoende av föräldrarnas eller deras religiösa organisations åsikt. Under den åldern har föräldrarna alltså rätt att bestämma barnens religion och undervisa dem i den.
I romerska riket var det Kejsar Theodosius I som år 380 kom att avskaffa religionsfriheten till förmån för kristendomen.

### Religionsfrihet i Somalia
Somalias provisoriska federala konstitution uppger att alla medborgare oavsett religion medges lika rättigheter och skyldigheter inför lagen och att alla personer har frihet att praktisera sin religion. Samma konstitution förbjuder enligt två artiklar (2 och 17) medger bara aktivt propagerande för Islam och förbjuder propagerande för övriga religioner. Konstitutionen förbjuder inte uttryckligen apostasi, men uppger att Sharia-lag står över federal lag.
Federala och regionala myndigheter kräver islamisk utbildning i alla privata och offentliga skolor, förutom de som drivs av icke-muslimer.
Regionerna Puntland och Somaliland har egna konstitutioner som uppger att de skyddar religionsfrihet, men båda dessa konstitutioner förbjuder apostasi, konvertering från Islam och missionerande för andra religioner än Islam.
Enligt brottsbalken från 1963 är kränkning och hädelse av Islam förbjudet och medför en påföljd av upp till två års fängelse.

### Religionsfrihet i Sverige
Religionsfriheten i Sverige är en av de grundläggande rättigheterna i svensk grundlag. Detta uttrycks redan i början av Regeringsformens kapitel om grundläggande fri- och rättigheter.
"Varje medborgare är gentemot det allmänna tillförsäkrad
1. yttrandefrihet: frihet att i tal, skrift eller bild eller på annat sätt meddela upplysningar samt uttrycka tankar, åsikter och känslor,
2. informationsfrihet: frihet att inhämta och mottaga upplysningar samt att i övrigt taga del av andras yttranden,
3. mötesfrihet: frihet att anordna och bevista sammankomst för upplysning, meningsyttring eller annat liknande syfte eller för framförande av konstnärligt verk,
4. demonstrationsfrihet: frihet att anordna och deltaga i demonstration på allmän plats,
5. föreningsfrihet: frihet att sammansluta sig med andra för allmänna eller enskilda syften,
6. religionsfrihet: frihet att ensam eller tillsammans med andra utöva sin religion."

(2 kap. 1 § första stycket Regeringsformen)
"Varje medborgare är gentemot det allmänna skyddad mot tvång att giva till känna sin åskådning i politiskt, religiöst, kulturellt eller annat sådant hänseende. Han är därjämte gentemot det allmänna skyddad mot tvång att deltaga i sammankomst för opinionsbildning eller i demonstration eller annan meningsyttring eller att tillhöra politisk sammanslutning, trossamfund eller annan sammanslutning för åskådning som avses i första meningen."
(2 kap. 2 § Regeringsformen)
Religionsfriheten är enligt regeringsformen absolut, och får inte inskränkas genom lag - något som annars är vanligt gällande fri- och rättigheter (2 kap. 20 § regeringsformen e contrario). Regeringsformen hänvisar också till Europakonventionen som sedan 1995 är svensk lag och som innehåller skydd för religionsfriheten.
Ett i lag fastställt undantag från religionsfriheten är Successionsordningens krav att Sveriges statschef, det vill säga kung eller drottning, måste vara av den evangeliska tron (tolkat som betydande: medlem av Svenska kyrkan). Övriga inom den kungliga familjen måste också vara av den evangeliska tron annars förlorar de rätten till tronen.
"Såsom 2 § i 1809 års regeringsform uttryckligen stadgar, att Konung alltid skall vara av den rena evangeliska läran, sådan som den, uti den oförändrade Augsburgska bekännelsen, samt Uppsala mötes beslut av år 1593, antagen och förklarad är, sålunda skola ock prinsar och prinsessor av det kungl. huset uppfödas i samma lära och inom riket. Den av kungl. familjen som ej sig till samma lära bekänner, vare från all successionsrätt utesluten." (§ 4 Successionsordningen Lag (1979:935))

#### Religionsfrihetens historia i Sverige
Före 1860-talet fanns ingen religionsfrihet i Sverige för svenska medborgare. Svenska undersåtar kunde inte tillhöra något annat samfund än Svenska kyrkan. Mellan 1686 och 1888 hölls förhör, där de som visade bristande kunskap och respekt för viktiga trossatser kritiserades. I Sverige genomfördes fullständig religionsfrihet med villkorslös rätt till utträde ur Svenska kyrkan först den första januari 1952, och det skulle dröja till 1977 innan förbudet mot att grunda kloster utan statligt tillstånd togs bort.
Under vikingatiden rådde mer eller mindre religionsfrihet. Tingen utförde offentliga blot å hela bygdens vägnar (enligt Snorre Sturlassons Ynglingasaga tre gånger per år), men lade sig inte i enskilda personers trosövertygelser. Många blev kristna under besök utomlands när de häpnade över stora kyrkor och annat de fick se och där de ofta döptes. Wessex' och Frankerrikets lagar begränsade odöptas möjlighet att bedriva handel, och skandinaviska köpmän lät sig döpas för att lättare kunna bedriva handel i Västeuropa. Jesus och Gud Fader accepterades hemma mer eller mindre som en eller två ytterligare gudar som tycktes ha makt, och de nämns var för sig på runstenar tillsammans med "Guds Moder". Övergången var mycket långsam, och skedde inte samtidigt i hela landet. Den första kända kristna träkyrkan i Sverige byggdes i Varnhem, Västergötland, på 930-talet (följd av en stenkyrka på 1040-talet), medan den gamla nordiska religionen med stor sannolikhet levde kvar i nordöstra Sverige åtminstone t.o.m. 1200-talet. Under den första kristna tiden levde både fornskandinavisk religion och kristendom sida vid sida. Stormännen förefaller ha tolererat, att Olof Skötkonung blev döpt, någon gång mellan 900-talets slut och 1000-talets början. Medan tingens och kungamaktens offentliga blot förefaller ha avvecklats under Inge den äldres tid, hindrade ingen inledningsvis individer att utföra privatblot. Efter hand tolererade katolska kyrkan inte avvikande religion. Från och med 1200-talets mitt, kunde den som blotade dömas att betala böter, enligt landskapslagarna. Den heliga Birgitta klagade vid 1300-talets mitt på att många bönder alltjämt trodde på tomten. I Sverige inträffade inte någon motsvarighet till albigenserkorståget. En man som hette Botulf var den ende som avrättades för felaktig tro, kätteri, som han vägrade avsäga sig, vilket skedde 1311.[källa behövs]
Den lutherska reformationen blev fullt genomförd med Uppsala möte år 1593. Där beslutades att Svenska kyrkan skulle vara en statskyrka av den Augsburgska bekännelsen. Karl IX påbjöd 1598 att alla medborgare var tvungna att tillhöra Svenska kyrkan, och avrättning av katoliker inträffade vid det s.k. Linköpings blodbad år 1600. 1634 års regeringsform och 1686 års kyrkolag slog med kraft fast att i Sverige och i underlydande länder skulle endast den lutherska läran vara gällande.
De svenska [samerna] tvingades från 1500-talet att döpa sig och omvända sig till den Lutherska tron. Ett antal samiska män dömdes till döden för avgudadyrkan under de kommande århundradena, men endast ett fall finns dokumenterat där avrättningen faktiskt genomfördes. Då avrättades Lars Nilsson (död 1693) för trolldom.[källa behövs]
Vissa friheter gavs senare till utländska trosbekännare att utöva sin religion i avskildhet. Skälen till lättnaden var inte att främst åstadkomma ökad religionsfrihet. Den utländska arbetskraften gynnade Sveriges ekonomiska utveckling. Rysk-ortodoxa kristna tilläts, efter freden i Stolbova 1617, att utöva sin religion i avskildhet på svenskt territorium, och på liknande sätt gavs reformerta och anglikaner år 1741 en begränsad religionsfrihet, som 1781 (toleransediktet) utvidgades till att även omfatta katoliker. År 1782 infördes det så kallade judereglementet vilket gav judar möjlighet att vistas i landet utan att överge sin tro, dock var de underkastade starka restriktioner som hävdes i mitten på 1800-talet.
Som en följd av Sicklamålet tillkom 1726 konventikelplakatet som förbjöd alla enskilda religiösa sammankomster utanför statskyrkans kontroll. Den var riktad mot de olika kristna väckelserörelser som växte fram under 1700- och 1800-talen. Den första friförsamlingen i Sverige var de s.k. Gråkoltarna under ledning av Maria van den Aveelen, Carl Michael von Strokirch och Sven Rosén, men de arresterades 1731. Pietisten Thomas Leopold dömdes och dog 1771 efter 43 år i fängelse. Genom att organisera sig som en inomkyrklig sammanslutning, undgick herrnhutarna förföljelse, och evangeliska brödraförsamlingen kunde därför verka fritt. Ett kungligt brev av Fredrik I utfärdades 1741, med innebörden att myndigheter inte skulle ingripa mot sådana pietister som inte aktivt värvade nya medlemmar. Denna hållning gjorde det möjligt för de s.k. Skevikarna att vara verksamma som en radikalpietistisk friförsamling på gården Skevik 1746-1832.
En illegal baptistförsamling grundades 1848 i Vallersvik, Halland, och Svenska Baptistsamfundet grundades 1857. Samtidigt växte den s.k. nyevangeliska rörelsen, inledningsvis inom Svenska kyrkan, men skulle sedermera ge upphov till både inomkyrkliga organisationer och självständiga trossamfund. Runt 1860 hade väckelserörelserna blivit en så stark samhällskraft, att de inte kunde stoppas, och vissa frikyrkosamfund godkändes officiellt. Riksdagen avskaffade konventikelplakatet 1858. Genom lagar 1860 och 1873 (Dissenterlagarna) gavs möjlighet för svenska medborgare att lämna Svenska kyrkan, under förutsättning att personen i fråga samtidigt anmälde inträde i ett annat, av staten godkänt, samfund.
Medan sockenstämman tidigare hade beslutat om både inomkyrkliga och kommunala frågor (kyrkliga frågor i viss mån delegerade till kyrkoråd sedan 1817), gjordes kommunalstämman och kyrkostämman 1862 till två åtskilda institutioner. Genom riksdagens omorganisering 1866, upphörde prästeståndet i Sverige att vara en kammare i riksdagen. Det skulle dröja till år 2000, innan Svenska kyrkan i huvudsak upphörde att vara statskyrka. Statschefen och personer i den svenska tronföljden är genom Successionsordningen 1810 alltjämt ålagda att tillhöra Svenska kyrkan, och monarken äger alltjämt rätt att utnämna hovpredikanter i Hovförsamlingen.
1951 års religionsfrihetslag gav svenska medborgare rätten att fritt gå ur Svenska kyrkan och avlägsnade det tidigare hindret mot att katoliker skulle kunna inneha posten som statsråd. Det tidigare kravet att man måste gå med i ett annat godkänt samfund togs bort. Religionsfrihetslagen från 1951 upphävdes den 1 januari 2000 genom lagen (1998:1593) om trossamfund, som hänvisar till  bestämmelserna om religionsfrihet i 2 kap. regeringsformen och i europakonventionens nionde artikel. Europakonventionen gäller sedan 1995 som svensk lag.
Det har förekommit att svenska skolor och förskolor på begäran av föräldrarna tvingat barn att ha på sig slöja och följa vissa andra religiösa principer. Det har varit otydligt i läroplanerna om religionsfrihet tillkommer föräldrar eller barn, och skolpersonal har varit rädda att skapa protester. 2018 meddelade utbildningsministern att läroplanen ska ändras och skolor ska stötta barn som inte vill följa föräldrarnas religiösa principer.

#### Invändningar
I Sverige hävdar vissa att det juridiska begreppet "religionsfrihet" har av flera skäl spelat ut sin roll, till exempel Humanisterna och flera med dem. Enligt dem är begreppet religionsfrihet otydligt definierat och de rättigheter som tydligt definieras täcks redan in av andra lagar. För vem gäller religionsfrihet och avser termen även frihet från att utsättas för religiös mission, undrar de. Innebörden är, enligt deras uppfattning, oklar och de frågar sig var gränserna går för religions- och övertygelsefriheten.